# Saint-Denis (Gard)
Pour les articles homonymes, voir Saint-Denis.
Saint-Denis est une commune française située dans le nord du département du Gard en région Occitanie.
Exposée à un climat méditerranéen, elle est drainée par la Cèze et par deux autres cours d'eau. La commune possède un patrimoine naturel remarquable : un site Natura 2000 (« la Cèze et ses gorges ») et deux zones naturelles d'intérêt écologique, faunistique et floristique.
Saint-Denis est une commune rurale qui compte 292 habitants en 2022, après avoir connu une forte hausse de la population depuis 1975.  Elle fait partie de l'aire d'attraction d'Alès. Ses habitants sont appelés les Saint-Denisiens ou  Saint-Denisiennes.

## Géographie
| Saint-Victor-de-Malcap | Saint-Victor-de-Malcap | Rochegude |
| Saint-Victor-de-Malcap | Saint-Denis            | Rochegude |
| Potelières             | Allègre-les-Fumades    | Rivières  |

### Climat
Pour des articles plus généraux, voir Climat de l'Occitanie et Climat du Gard.
En 2010, le climat de la commune est de type climat méditerranéen franc, selon une étude s'appuyant sur une série de données couvrant la période 1971-2000. En 2020, Météo-France publie une typologie des climats de la France métropolitaine dans laquelle la commune est dans une zone de transition entre le climat de montagne et le climat méditerranéen et est dans la région climatique Provence, Languedoc-Roussillon, caractérisée par une pluviométrie faible en été, un très bon ensoleillement (2 600 h/an), un été chaud (21,5 °C), un air très sec en été, sec en toutes saisons, des vents forts (fréquence de 40 à 50 % de vents > 5 m/s) et peu de brouillards.
Pour la période 1971-2000, la température annuelle moyenne est de 13,7 °C, avec une amplitude thermique annuelle de 18 °C. Le cumul annuel moyen de précipitations est de 970 mm, avec 6,9 jours de précipitations en janvier et 3,4 jours en juillet. Pour la période 1991-2020, la température moyenne annuelle observée sur la station météorologique la plus proche, située sur la commune de Méjannes-le-Clap à 8 km à vol d'oiseau, est de 13,6 °C et le cumul annuel moyen de précipitations est de 1 000,8 mm,. Pour l'avenir, les paramètres climatiques de la commune estimés pour 2050 selon différents scénarios d’émission de gaz à effet de serre sont consultables sur un site dédié publié par Météo-France en novembre 2022.

### Milieux naturels et biodiversité

Carte des ZNIEFF de type 1 et 2 à Saint-Denis.
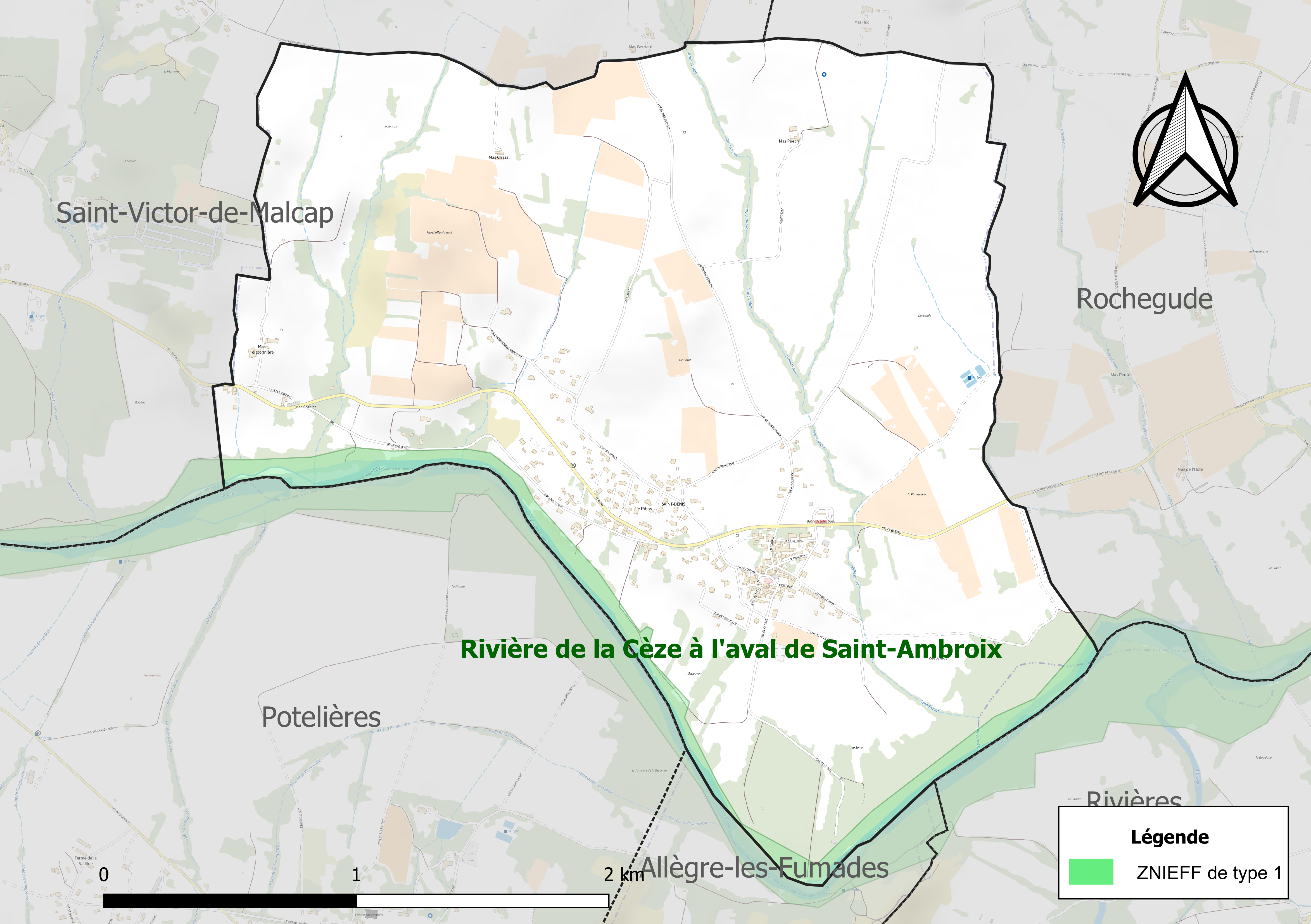
Carte de la ZNIEFF de type 1 sur la commune.
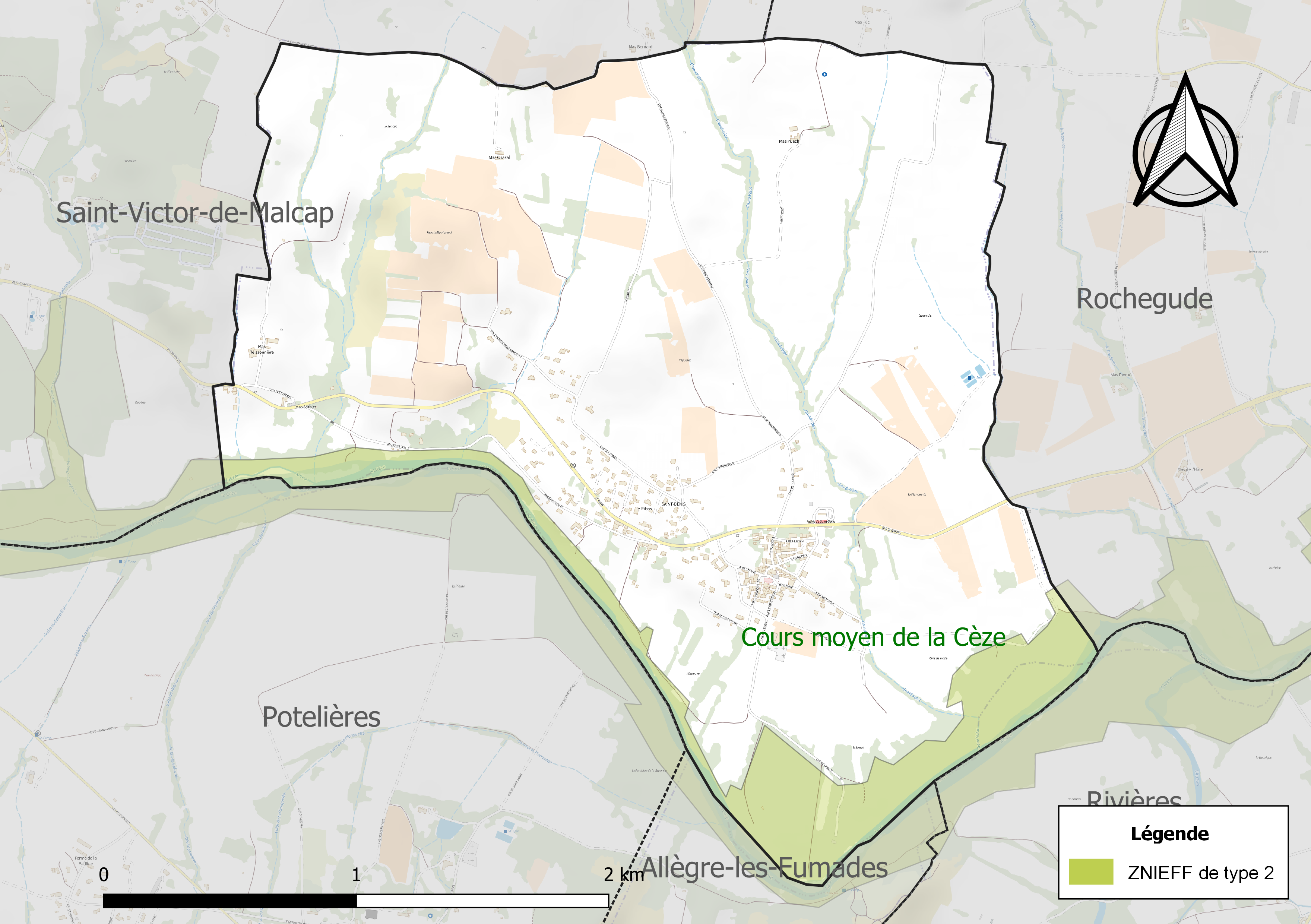
Carte de la ZNIEFF de type 2 sur la commune.

## Urbanisme

### Typologie
Au 1er janvier 2024, Saint-Denis est catégorisée commune rurale à habitat dispersé, selon la nouvelle grille communale de densité à sept niveaux définie par l'Insee en 2022.
Elle est située hors unité urbaine. Par ailleurs la commune fait partie de l'aire d'attraction d'Alès, dont elle est une commune de la couronne,. Cette aire, qui regroupe 64 communes, est catégorisée dans les aires de 50 000 à moins de 200 000 habitants,.

### Occupation des sols
L'occupation des sols de la commune, telle qu'elle ressort de la base de données européenne d’occupation biophysique des sols Corine Land Cover (CLC), est marquée par l'importance des territoires agricoles (80,1 % en 2018), en diminution par rapport à 1990 (89,7 %). La répartition détaillée en 2018 est la suivante : 
zones agricoles hétérogènes (65,1 %), cultures permanentes (15 %), forêts (10,3 %), zones urbanisées (9,6 %). L'évolution de l’occupation des sols de la commune et de ses infrastructures peut être observée sur les différentes représentations cartographiques du territoire : la carte de Cassini (XVIIIe siècle), la carte d'état-major (1820-1866) et les cartes ou photos aériennes de l'IGN pour la période actuelle (1950 à aujourd'hui).

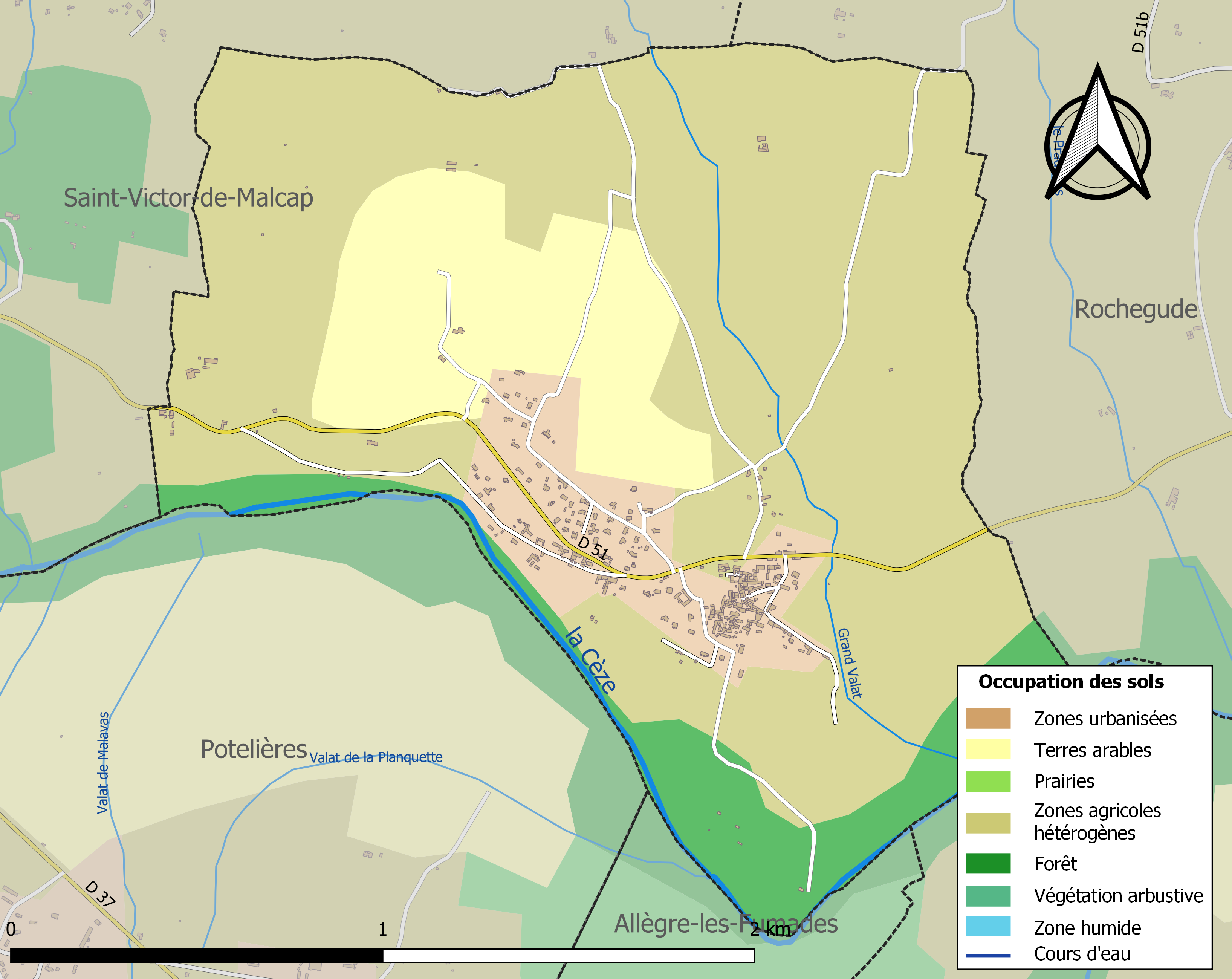
Carte des infrastructures et de l'occupation des sols de la commune en 2018 (CLC).

### Risques majeurs
Le territoire de la commune de Saint-Denis est vulnérable à différents aléas naturels : météorologiques (tempête, orage, neige, grand froid, canicule ou sécheresse), inondations, feux de forêts, mouvements de terrains et séisme (sismicité modérée). Il est également exposé à un risque technologique, la rupture d'un barrage. Un site publié par le BRGM permet d'évaluer simplement et rapidement les risques d'un bien localisé soit par son adresse soit par le numéro de sa parcelle.

#### Risques naturels
Certaines parties du territoire communal sont susceptibles d’être affectées par le risque d’inondation par débordement de cours d'eau et par une crue torrentielle ou à montée rapide de cours d'eau, notamment la Cèze. La commune a été reconnue en état de catastrophe naturelle au titre des dommages causés par les inondations et coulées de boue survenues en 1982, 1983, 1987, 1994, 1995, 1998 et 2002,.

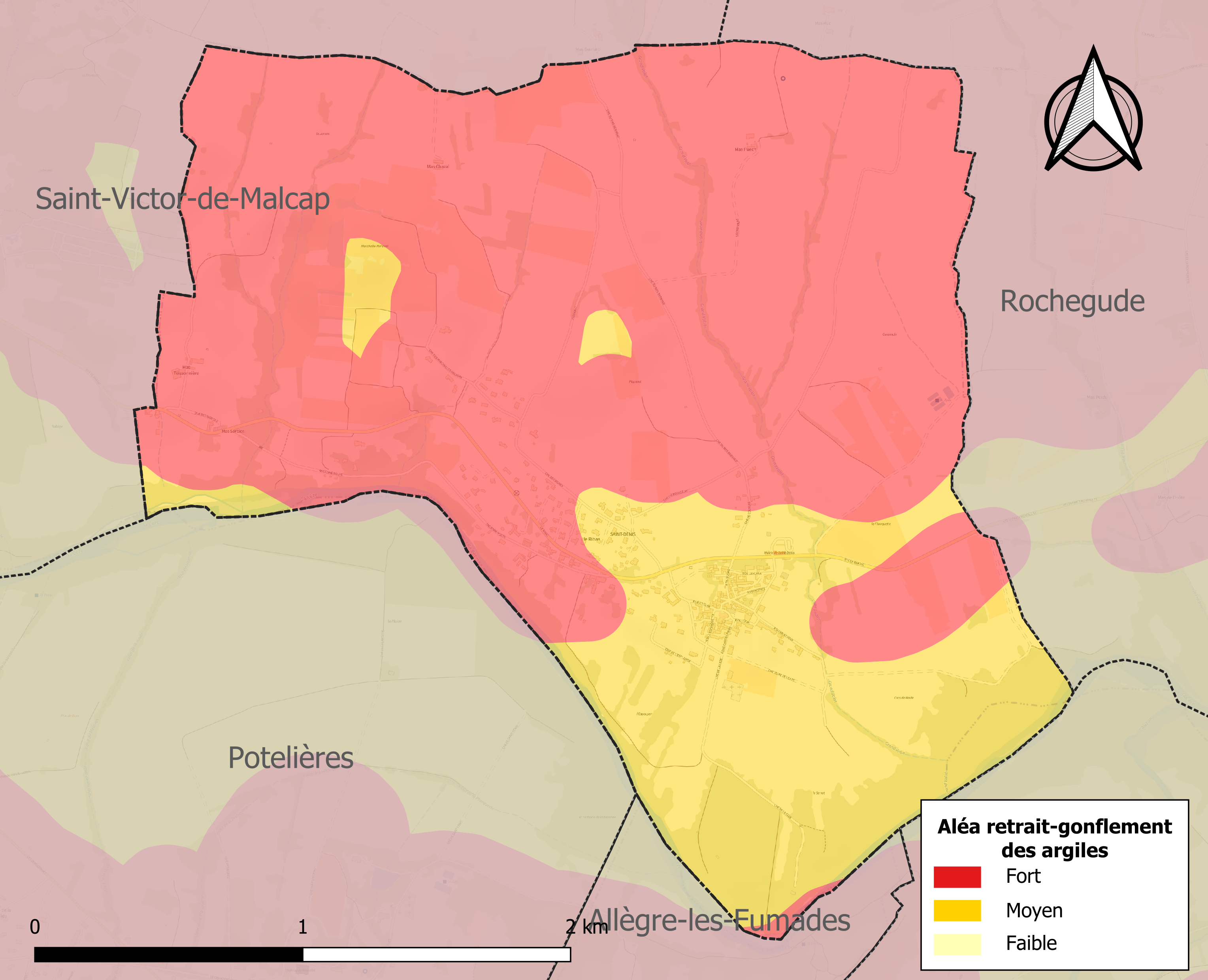
Carte des zones d'aléa retrait-gonflement des sols argileux de Saint-Denis.

La commune est vulnérable au risque de mouvements de terrains constitué principalement du retrait-gonflement des sols argileux. Cet aléa est susceptible d'engendrer des dommages importants aux bâtiments en cas d’alternance de périodes de sécheresse et de pluie. La totalité de la commune est en aléa moyen ou fort (67,5 % au niveau départemental et 48,5 % au niveau national). Sur les 186 bâtiments dénombrés sur la commune en 2019, 186 sont en aléa moyen ou fort, soit 100 %, à comparer aux 90 % au niveau départemental et 54 % au niveau national. Une cartographie de l'exposition du territoire national au retrait gonflement des sols argileux est disponible sur le site du BRGM,.
Par ailleurs, afin de mieux appréhender le risque d’affaissement de terrain, l'inventaire national des cavités souterraines permet de localiser celles situées sur la commune.
Concernant les mouvements de terrains, la commune a été reconnue en état de catastrophe naturelle au titre des dommages causés par la sécheresse en 2017 et par des mouvements de terrain en 1983.

#### Risques technologiques
La commune est en outre située en aval du barrage de Sénéchas, un ouvrage de classe A doté d'un PPI. À ce titre elle est susceptible d’être touchée par l’onde de submersion consécutive à la rupture de cet ouvrage.

## Histoire
Les habitants de la commune de Saint-Denis sont des Saint-Denisiens et des Saint-Denisiennes.
Le 7 juin 1629, le roi Louis XIII a traversé Saint-Denis avec ses troupes. Il venait de Privas et se rendait à Alais pour l'assiéger. Il couche au château de Saint-Victor-de-Malcap. Après 9 jours de siège, Alais capitule et l'édit d'Alais est signé.

## Politique et administration
| Période   | Période  | Identité                 | Étiquette | Qualité                     |
| --------- | -------- | ------------------------ | --------- | --------------------------- |
| 1790      | 1792     | Charles Bauquier         |           |                             |
| 1792      | 1798     | Simon Vincent            |           |                             |
| 1798      | 1813     | Simon Michel             |           |                             |
| 1813      | 1831     | Jean Baptiste Bauquier   |           |                             |
| 1831      | 1848     | Simon Vincent            |           |                             |
| 1848      | 1854     | Charles Casimir Bauquier |           |                             |
| 1854      | 1856     | Jean-Pierre Michel       |           |                             |
| 1856      | 1865     | Simon Vincent            |           |                             |
| 1865      | 1870     | Victor Blanc             |           |                             |
| 1870      | 1871     | Denis Vincent            |           |                             |
| 1871      | 1871     | Ferdinand Vincent        |           |                             |
| 1871      | 1874     | Jean-Baptiste Pellet     |           |                             |
| 1874      | 1876     | Denis Vincent            |           |                             |
| 1876      | 1876     | Fabier Thomas            |           |                             |
| 1876      | 1878     | Emile Bauquier           |           |                             |
| 1878      | 1878     | Casimir Puech            |           |                             |
| 1878      | 1887     | Denis Vincent            |           |                             |
| 1887      | 1888     | Fabier Thomas            |           |                             |
| 1888      | 1892     | Amédée Hippolyte         |           |                             |
| 1892      | 1893     | Casimir Puech            |           |                             |
| 1893      | 1897     | Edouard Marius Thomas    |           |                             |
| 1897      | 1900     | Fabier Thomas            |           |                             |
| 1900      | 1908     | Edouard Marius Thomas    |           |                             |
| 1908      | 1910     | Léon Polge               |           |                             |
| 1910      | 1912     | Alphonse Thomas          |           |                             |
| 1912      | 1914     | Camille Zacharie         |           |                             |
| 1914      | 1919     | Emile Coulet             |           |                             |
| 1919      | 1925     | Camille Zacharie         |           |                             |
| 1925      | 1944     | Marius Thomas            |           |                             |
| 1944      | 1946     | Marcel Vincent           |           |                             |
| 1946      | 1947     | Camille Zacharie         |           |                             |
| 1946      | 1951     | Ruma Pages               |           |                             |
| 1951      | 1959     | Charles Thomas           |           |                             |
| 1959      | 1977     | Auguste Thomas           |           |                             |
| mars 1977 | 1989     | Louis Argenson           |           |                             |
| mars 1989 | 2005     | Albert Vincent           | SE        | exploitant agricole         |
| mars 2005 | 2014     | Jean-Paul Blisson        |           |                             |
| 2014      | En cours | Sylvette Molières        | SE        | Retraitée Fonction publique |

## Démographie
L'évolution du nombre d'habitants est connue à travers les recensements de la population effectués dans la commune depuis 1793. Pour les communes de moins de 10 000 habitants, une enquête de recensement portant sur toute la population est réalisée tous les cinq ans, les populations de référence des années intermédiaires étant quant à elles estimées par interpolation ou extrapolation. Pour la commune, le premier recensement exhaustif entrant dans le cadre du nouveau dispositif a été réalisé en 2004.

En 2022, la commune comptait 292 habitants, en évolution de −2,01 % par rapport à 2016 (Gard : +2,97 %, France hors Mayotte : +2,11 %).
| 1793 | 1800 | 1806 | 1821 | 1831 | 1836 | 1841 | 1846 | 1851 |
| ---- | ---- | ---- | ---- | ---- | ---- | ---- | ---- | ---- |
| 288  | 188  | 312  | 331  | 350  | 323  | 399  | 445  | 429  |

| 1856 | 1861 | 1866 | 1872 | 1876 | 1881 | 1886 | 1891 | 1896 |
| ---- | ---- | ---- | ---- | ---- | ---- | ---- | ---- | ---- |
| 412  | 410  | 406  | 374  | 352  | 306  | 332  | 335  | 329  |

| 1901 | 1906 | 1911 | 1921 | 1926 | 1931 | 1936 | 1946 | 1954 |
| ---- | ---- | ---- | ---- | ---- | ---- | ---- | ---- | ---- |
| 330  | 269  | 254  | 215  | 227  | 256  | 214  | 203  | 195  |

| 1962 | 1968 | 1975 | 1982 | 1990 | 1999 | 2004 | 2006 | 2009 |
| ---- | ---- | ---- | ---- | ---- | ---- | ---- | ---- | ---- |
| 208  | 176  | 144  | 177  | 190  | 194  | 200  | 208  | 254  |

| 2014 | 2019 | 2022 | - | - | - | - | - | - |
| ---- | ---- | ---- | - | - | - | - | - | - |
| 281  | 288  | 292  | - | - | - | - | - | - |

## Économie

### Revenus
En 2018  (données Insee publiées en septembre 2021), la commune compte 124 ménages fiscaux, regroupant 287 personnes. La médiane du revenu disponible par unité de consommation est de 19 510 € (20 020 € dans le département).

### Emploi
|                | 2008   | 2013   | 2018  |
| -------------- | ------ | ------ | ----- |
| Commune        | 7,7 %  | 10,7 % | 8,4 % |
| Département    | 10,6 % | 12 %   | 12 %  |
| France entière | 8,3 %  | 10 %   | 10 %  |

En 2018, la population âgée de 15 à 64 ans s'élève à 169 personnes, parmi lesquelles on compte 58,7 % d'actifs (50,3 % ayant un emploi et 8,4 % de chômeurs) et 41,3 % d'inactifs,. Depuis 2008, le taux de chômage communal (au sens du recensement) des 15-64 ans est inférieur à celui de la France et du département.
La commune fait partie de la couronne de l'aire d'attraction d'Alès, du fait qu'au moins 15 % des actifs travaillent dans le pôle,. Elle compte 19 emplois en 2018, contre 27 en 2013 et 27 en 2008. Le nombre d'actifs ayant un emploi résidant dans la commune est de 89, soit un indicateur de concentration d'emploi de 21,3 % et un taux d'activité parmi les 15 ans ou plus de 43,6 %.
Sur ces 89 actifs de 15 ans ou plus ayant un emploi, 10 travaillent dans la commune, soit 11 % des habitants. Pour se rendre au travail, 94,3 % des habitants utilisent un véhicule personnel ou de fonction à quatre roues, 1,1 % les transports en commun et 4,5 % n'ont pas besoin de transport (travail au domicile).

### Activités hors agriculture
22 établissements sont implantés  à Saint-Denis au 31 décembre 2019. Le tableau ci-dessous en détaille le nombre par secteur d'activité et compare les ratios avec ceux du département,.
Le secteur du commerce de gros et de détail, des transports, de l'hébergement et de la restauration est prépondérant sur la commune puisqu'il représente 40,9 % du nombre total d'établissements de la commune (9 sur les 22 entreprises implantées  à Saint-Denis), contre 30 % au niveau départemental.

### Agriculture
|               | 1988 | 2000 | 2010 | 2020 |
| ------------- | ---- | ---- | ---- | ---- |
| Exploitations | 18   | 11   | 7    | 2    |
| SAU (ha)      | 349  | 204  | 203  | 124  |

La commune est dans le Bas-Vivarais, une petite région agricole occupant une petite frange nord du département du Gard. En 2020, l'orientation technico-économique de l'agriculture  sur la commune est la viticulture. Deux exploitations agricoles ayant leur siège dans la commune sont dénombrées lors du recensement agricole de 2020 (18 en 1988). La superficie agricole utilisée est de 124 ha,,.

## Culture locale et patrimoine

### Lieux et monuments
- Église Saint-Denis de Saint-Denis.

### Héraldique
| Blason de Saint-Denis | Blason  | D'azur à la gerbe d'or surmontée d'une colombe d'argent volant en barre du chef vers la pointe et tenant dans son bec un rameau d'olivier aussi d'or. |
| Blason de Saint-Denis | Détails | Le statut officiel du blason reste à déterminer. |